# 金鳞厚
金鳞厚（韓語：김인후，1510年—1560年），朝鲜王朝显宗时代的儒学家，被列为东国十八贤之一。谥号文正。